# Heinrich Barth (upptäcktsresande)
Heinrich Barth, född 16 februari 1821 i Hamburg, död 25 november 1865 i Berlin, var en tysk upptäcktsresande.
Barth studerade 1839-44 språkvetenskap och arkeologi och uppgjorde på en resa till Italien (1840) planen till en forskningsresa till Medelhavets kustområden. Åren 1845-47 bereste han samtliga länder på Medelhavets syd- och östkust från Marocko till Konstantinopel. Resans resultat nedlade han i Wanderungen durch die Küstenländer des Mittelmeers ausgeführt in den Jahren 1845, 1846 und 1847.
Efter en kort verksamhet som privatdocent vid universitetet i Berlin anslöt han sig i likhet med Adolf Overweg till den expedition, som den brittiska regeringen sände till Sudan under James Richardson. Barth kom i slutet av 1849 till Philippeville vid Alger, reste därifrån till Tripolis, där expeditionen organiserades, och i mars 1850 till Murzuk. Genom Sahara fortsatte resan till Aïr, och från Tintellust, där expeditionen gjorde ett längre uppehåll, företog Barth en utflykt till Agadez och ingick en handelstraktat med landets regent.
Den 11 januari 1851 skildes de tre resande i Damerghu på gränsen av Sahara och Sudan. Barth nådde tre veckor senare Kano, huvudstaden i Sokoto, och fortsatte härifrån resan till Bornus huvudstad, Kuka, det av den brittiska regeringen fastställda målet, dit han ankom i april. I maj sammanträffade han här med Overweg. Richardson dog redan 4 mars 1851 några dagsresor från Kuka, men Barth räddade hans dagböcker, som sändes till London. Från Kuka drog Barth vidare söderut till Adamaua, och 18 juni 1851 påträffade han Benueflodens övre lopp. Efter en vistelse i Kuka besökte han Kanem och Musgo tillsammans med Overweg, och ensam, med Kuka som utgångspunkt, på en längre utflykt 1852 Bagirmi. Overweg dog 27 september 1852 inte långt från Kuka, som Barth lämnade i november, och 7 september 1853 nådde han Timbuktu via Zinder, Sokoto och Say vid Nigerfloden, delvis genom tämligen okända områden söder om Nigerflodens stora båge. Efter åtta månaders vistelse i Timbuktu reste Barth maj 1854 tillbaka till Say vid Nigerfloden och nådde Kuka i december efter att kort dessförinnan mellan Kano och Kuka att ha träffat Eduard Vogel, som var utsänd av den brittiska regeringen för att ansluta sig till honom och Overweg. I maj 1855 inledde Barth slutligen hemresan, ankom i augusti till Tripolis och nådde efter omkring sex års frånvaro Europa.
Huvudresultaten av denne resa, under vilken Barth tillryggalade omkring 20 000 km, var: bättre kännedom om Sahara, omfattande undersökningar trakterna kring Tchadsjön och södra Sudan samt påträffandet av Benues övre lopp. Han beskrev sin stora resa i Reisen und Entdeckungen in Nord- och Centralafrika in den Jahren 1849 bis 1855 (fem band, 1857-58). 
Barth inledde 1858 en resa till Mindre Asien; 1861 besökte han Spanien, 1862 Turkiet, 1864 Italien, 1865 Dalmatien och Montenegro. Han inrättade Carl-Ritter-Stiftung i Berlin för geografins främjande och utnämndes 1865 till professor vid det därvarande universitet. Han författade även en rad större och mindre geografiska, arkeologiska och kulturhistoriska arbeten om Afrika och Medelhavsländerna.